# Correbia felderi
Correbia felderi är en fjärilsart som beskrevs av Rothschild 1912. Correbia felderi ingår i släktet Correbia och familjen björnspinnare. Inga underarter finns listade i Catalogue of Life.